# 362 (číslo)
Tři sta šedesát dva je přirozené číslo, které následuje po čísle tři sta šedesát jedna a předchází číslu tři sta šedesát tři. Římskými číslicemi se zapisuje CCCLXII a řeckými číslicemi τξβ.

## Matematika
362 je:
- Poloprvočíslo
- Šťastné číslo

## Astronomie
- (362) Havnia je planetka hlavního pásu, kterou objevil v roce 1893 Auguste Charlois

## Doprava
- Silnice II/362 je česká silnice II. třídy vedoucí na trase Polička – Bystré – Nyklovice – Olešnice – Rozseč nad Kunštátem[1][2][3]

## Roky
- 362
- 362 př. n. l.